# Corina Brussaard
Corina Brussaard es una destacada científica de la ecología viral antártica trabajando para el Royal Institute of Sea Research (NIOZ) y es Profesor Especial de Ecología Viral en el Instituto para la Biodiversidad y Dinámica de Ecosistemas de la Universidad de Ámsterdam. (UvA).

## Juventud y educación
Brussaard se educó en Universidad de Groningen (RUG), Holanda, estudiando biología marina y ecología microbiana. Defendió su tesis doctoral sobre "Lisis de células de fitoplancton e implicaciones ecológicas" en 1997. En el año 2000 comenzó como investigadora independiente en el NIOZ Royal Netherlands Institute of Sea Research donde participó en el proyecto EC-FP5 BIOHAB (Biological Control of Harmful Algal Blooms. - papel de eutrofización) estudiar el crecimiento y la mortalidad de las especies de HAB, mientras que al mismo tiempo se establece un programa de investigación de ecología vírica. Se convirtió en Científica Investigadora Senior en el NIOZ en 2003, y obtuvo una cátedra especial en Ecología Viral en el Institute for Biodiversity and Ecosystem Dynamics. (IBED) en la Universidad de Ámsterdam (UvA) en 2013.

## Carrera e impacto
Brussaard es una científica líder en ecología viral antártica, la importancia cuantitativa y cualitativa de la mortalidad de microbios mediada por virus para la dinámica de la población, la composición de la comunidad, y la producción y eficiencia de la red alimenticia pelágica. La investigación de Brussaard se centra en el estudio de la interacción entre los virus y sus algas huéspedes en relación con el cambio climático, y más específicamente en cómo esta interacción se ve afectada por factores ambientales, como la concentración y temperatura del CO2, la disponibilidad de luz y nutrientes.
Brussaard estudió el papel ecológico que desempeñan los virus en el mar, combinando el trabajo de campo con estudios de laboratorio detallados. Investiga la importancia de las tasas de mortalidad celular microbiana —fitoplancton y bacterias—  y sus consecuencias para el ciclo pelágico ciclo biogeoquímico como carbono, nutrientes, incluido el hierro, así como el aislamiento de los nuevos algas-infectantes virus (por ejemplo, virus que infectan Phaeocystis que pertenecen a la familia de los grandes genomas recientemente nombrados Mimiviridae]). También descubrió el primer dsRNA que infecta protistas y virus que contienen membrana lipídica Micromonas. Además, ha desarrollado métodos para la detección rápida y enumeración de virus, y para medir la lisis celular tasas como consecuencia de infecciones virales.
Brussaard es Presidenta de la Sociedad Internacional de Microbios (ISVM) y es también el presidente del Comité Científico de Investigación Oceánica de los Países Bajos (SCOR) de 2006 a 2016 y su secretaria de 2014 a 2018. También fue miembro del Comité Polar de los Países Bajos de 2010-2014 y es miembro de la Sociedad Americana de Microbiología y del Consejo de Ciencias de la Tierra y de la Vida de la Real Academia de Artes y Ciencias de los Países Bajos.
La investigación de Brussaard ha despertado el interés de la radio, los periódicos y revistas. Además, Brussaard fue invitado al programa de televisión holandés Pauw & Witteman el 23 de enero de 2013 para discutir el entonces nuevo programa del laboratorio holandés Dirck Gerritsz.
En marzo de 2016, Brussaard fue seleccionada como miembro de la Academia Americana de Microbiología.